# 洋务运动
洋務運動又稱自強運動，是晚清時中國官員發起和推動的改革運動，歷時35年，領導人包括奕訢、文祥等中央官員，以及曾國藩、李鴻章、左宗棠等地方督撫，他們在第二次鴉片戰爭或平定太平天國之亂中，認識和體會到西方人的船堅炮利，武器與裝備先進精良，決心要學習製造洋人的槍炮與汽船等器械的技術，「師夷之長技以制夷」，以求富國強兵及抵禦外侮。洋務運動中後期，改革範圍從軍事擴展至一些民用企業，如船運、電報、鐵路、紡織等，並用官督商辦的方式吸引民間資金參與，但拒絕讓私人參與經營企業。洋務運動經費來源主要是海關關稅及釐金，主要項目包括總理衙門、同文館、江南製造局、福州船政局、留美學童計劃、輪船招商局、北洋艦隊等，過程中飽受守舊派官員的批評，最後因甲午戰爭慘敗而告終。洋务派深信中國文化價值的優越性，主張「中體西用」，沒有嘗試改革政治、教育制度或引進西方文化，眼界較為狹窄和短視，而貪污腐敗、以權謀私的作風也嚴重打擊了改革的成效。史家認為慈禧太后領導無方，要為洋務運動的失敗負上最大責任，加上吏治敗壞、國家貧弱，社會風氣保守等因素，使洋務運動失敗收場。後人對洋務運動評價較低，認為洋務派「反動」及賣國，也有史家指出此運動標誌著中國工業化與現代化的開始，亦不無成果。

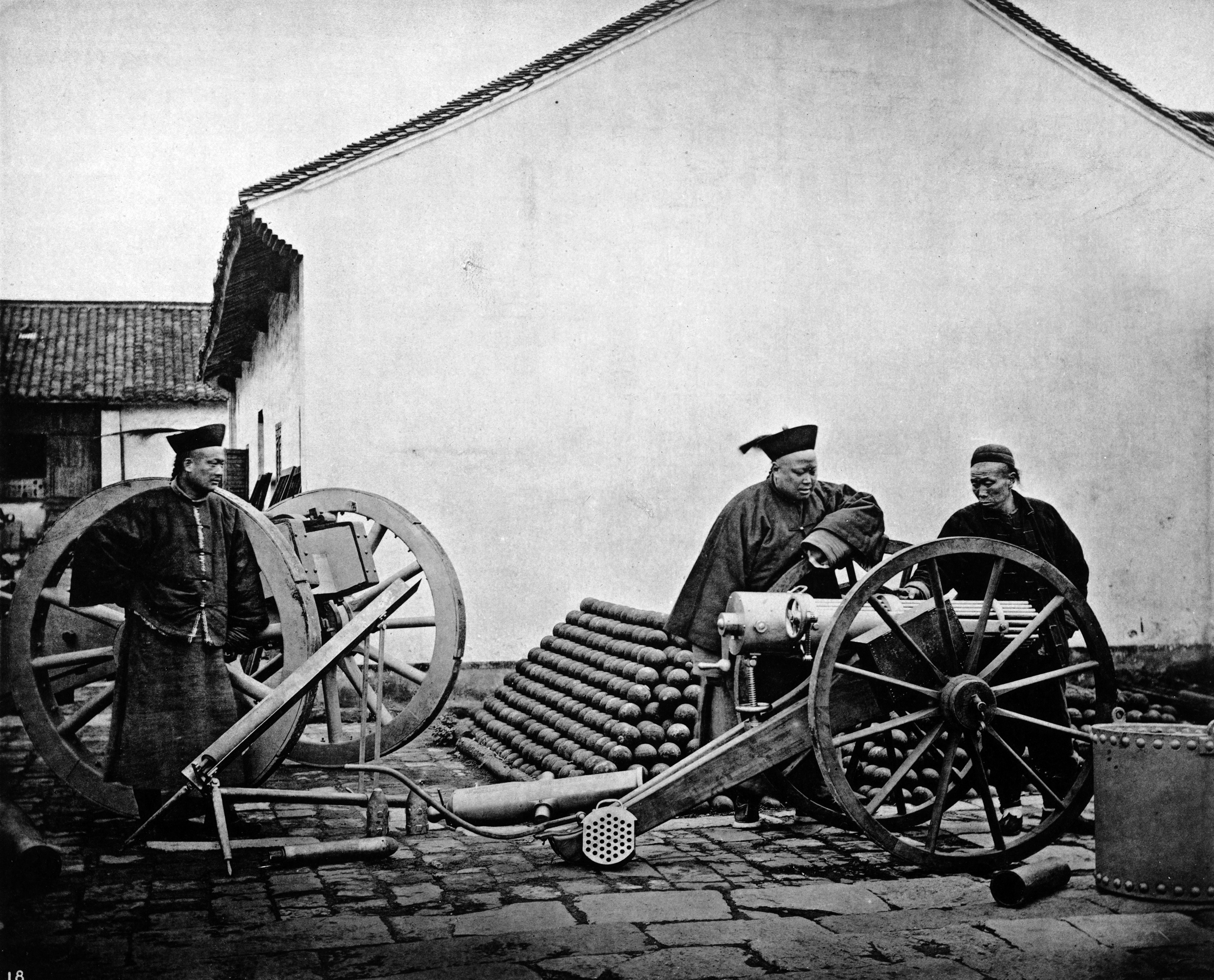
清政府推动的洋务运动

## 詞源
「自強」一詞出自《易經》「君子以自強不息」；在晚清，1861年（咸豐十一年）1月奕訢首先提出要「自強」:51-52，自此「自強」一詞不斷在奏摺、諭令和士大夫的文章中出現:581。「洋務」一詞主要涵蓋處理外交及引進技術兩方面:114。奕訢掌管總理衙門後，把與外國交涉的「夷務」改稱「洋務」，之後與歐洲有關的新鮮事物都統稱為「洋務」:53。「洋務運動」一詞則見於1938年何幹之《中國啟蒙運動史》，此後為學者廣泛使用:692。

## 起因

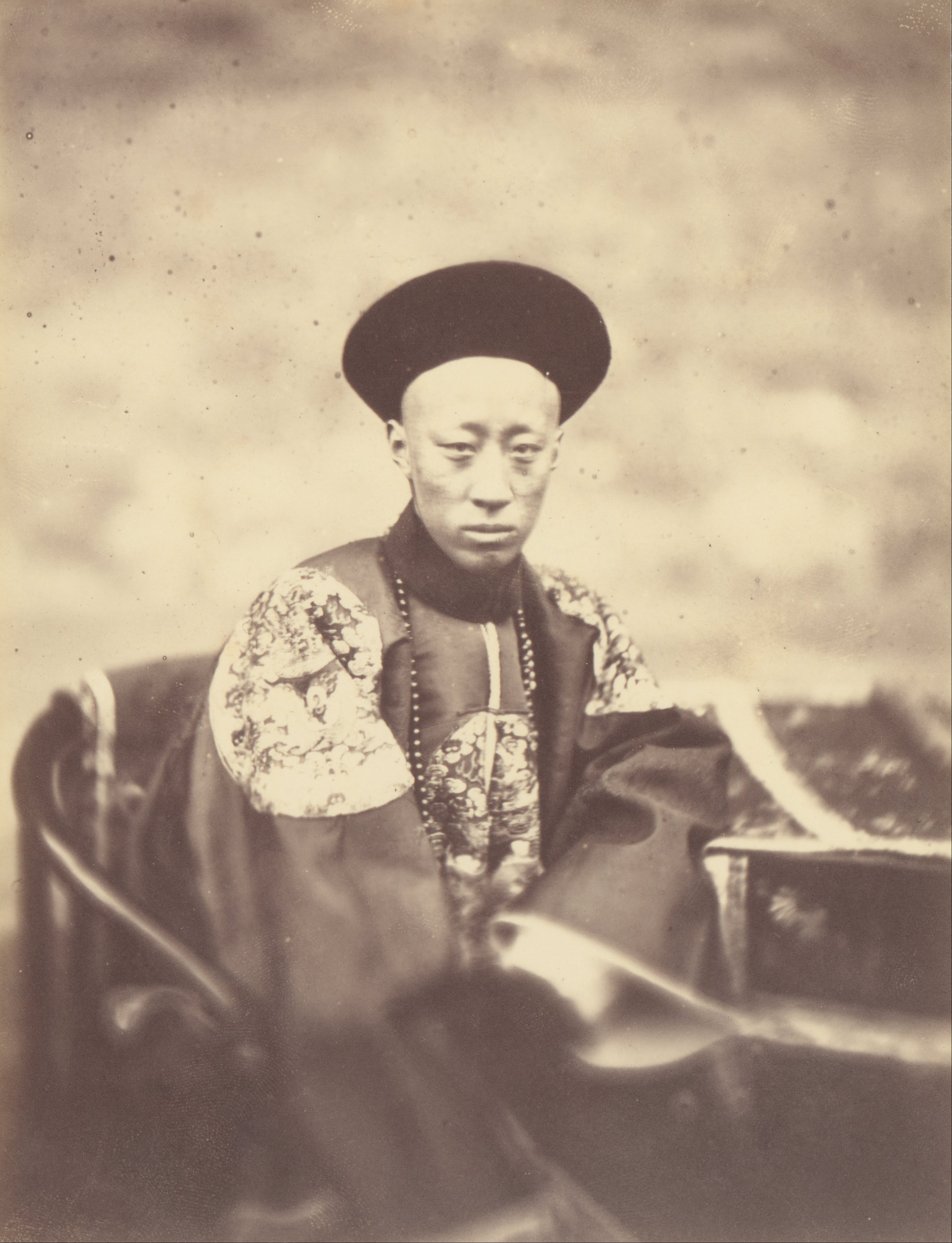
發動洋務運動的恭親王奕訢

洋務運動的要求，始於少數朝廷大臣對中國需要革新的警覺:590。恭親王奕訢和文祥身經英法聯軍的軍事威脅，認識西洋科學技術的必要性:40。1860年（咸豐十年），在第二次鴉片戰爭中，與英法媾和的慘痛教訓，使奕訢對洋人態度徹底轉變，他逐漸尊重甚至崇拜英國的力量，認定中國別無選擇，只有去學會與西方共處；在與洋人的周旋中，他亦明確領悟到西洋器械的精良:265-266。太平天國戰爭也直接激發洋務運動，清朝為了戰爭的需要，重用有練兵、籌餉的經驗的曾國藩、李鴻章、左宗棠等督撫，促成推動洋務運動的條件:40。曾國藩、左宗棠、李鴻章等督撫征剿太平軍期間，與洋槍隊和常勝軍交往時，親眼目睹西洋船堅炮利之精良。湘軍將領胡林翼看到兩艘輪船在江中快速逆流而上，驚詫不已，嘆息說「此乃吾等無法解喻之物也」:277。平定內亂，使曾國藩、李鴻章、左宗棠直接認識到西洋器械的效能。1860年（咸豐十年）及1862年（同治元年）初，太平軍兩度進攻上海，都被英法洋槍隊輕易擊退，曾國藩對此印象深刻:586，主張「師法外人之智」，一方面支持向英國籌購兵船，一方面強調必須學習製炮造船，自行生產。1862年（同治元年），李鴻章與淮軍乘坐英國輪船沿江東下，通過太平軍佔領區，船上三天，使他有機會體會西洋技術的價值，此後一再稱讚洋兵之紀律嚴明，發炮準確:587。他與常勝軍及華爾和戈登等許多洋人軍官交往，認識到槍炮艦船的可怕威力，誇讚西洋大炮和彈藥乃「天下無敵之攻防器械」:278。
1862年（同治元年）至1864年（同治三年）左宗棠在浙江攻剿太平軍，接受法國人領導的常捷軍援助，認識了西洋兵船與火器，特別讚揚協助克復杭州、在沿海平亂的輪船；平定太平軍後遂上奏建議採行西洋技術，特別是建造船艦:590。湘軍曾乘西方輪船，從安慶衝過太平軍的河防運到上海，自此當權者承認輪船的重要性:259。對目光遠大的人來說，造船成為求生必不可缺之途。洋务派官員要揭開製造船艦和槍炮的秘訣，以求打破西洋人對軍力的壟斷:277。除了軍力上積弱，李鴻章也了解到中國與西方國家之間貧富懸殊的對比，推動洋務運動是必要的:588。1872年（同治十一年），李鴻章指出中國正面臨「三千餘年未有之變局」，西洋人步步緊逼，無法阻擋，中國必須迎頭抗禦，斷然採納西式船炮來加強軍力:278。他對日本師法西洋技術的努力有深刻印象，知道日本在德川幕府時代便派遣宗室及大臣子弟中聰明特出者，遠赴西洋學習技藝，並購置「製器之器」，在日本國內自行製造。李鴻章認為日本能改弦易轍，中國為何就不能改變政策:589？他警告如果中國不在造船和槍炮製造方面急起直追，日本不久就會效法西洋而超越中國，局勢危急，迫使中國必須立即施行洋務規劃:278。

## 目標
洋務運動的目標，上則富國強兵，次則抵禦外侮，下則安定國家:203，短期目標是剿滅太平天國:243，終極目標是自強更生:266，建立強大的中國，重振國家聲威:464、466。洋務運動所注重的項目從製造西式武器，再推廣到與洋人爭「利權」，求國家的富強:40。北京官員認為外交只能緩和敵患，無法解決根本問題，奕訢於1861年1月24日（咸豐十年12月14日）上奏曰：
|  | 探源之策，在於自強，自強之術，必先練兵，……亟宜力圖振興，使該夷順則可以相安，逆則可以有備。 |

為了維持和平，中國必須增強國力:582-583，追求國家富強，使中國在未來不易遭受外國侵略:222，軍隊在訓練和裝備上能與西方軍隊並駕齊驅:240，對外阻嚇列強不再對華作進一步的侵略，對內則穩住太平天國之亂後中國社會的舊秩序:21。

## 理念
魏源名言「師夷之長技以制夷」，代表了洋務運動的精神動力:275，洋务派認為中國不可落後，必須具有洋人之長技:44，李鴻章說：「取外人之長技，以成中國之長技」:7。1860年（咸豐十年）西洋火器之利，給奕訢和文祥留下難忘的印象，他們認為中國之所在以對外戰爭中敗績，不盡由於不善治兵、將士不用命，而實乃器械不良、裝備不善所致；相信只要有少許炮艦，就不難擊敗太平軍；若要抵禦外侮，就必須採用西洋火器、船艦和訓練軍隊的方法:584:276。李鴻章指出「外國利器強兵百倍中國」，追求改革軍事制度:32，認為只需擁有汽船、火炮和彈藥，就足以抵禦外來入侵:278，「若火器能與西洋相埒，平亂有餘，敵外國亦無不足」。學會使用西洋火器和船炮後，中國接著便要自行製造:587-588、584，「自強以練兵為要，練兵又以制器為先」:17。曾國藩所要辦的洋務以製造兵器為主，並要培養中國人自己製造兵器的能力，「使彼之所長，我皆有之」:433。李鴻章留意到西方選用和訓練人才的方法，歸結到要求自強，必須調整現存用人與教育制度，故建議設學堂教授數學與科學:588，希望模倣西法自造槍炮，而不是單是購自洋人:82。
李鴻章洞察到中國處於一個史無前例的新時代，「此三千餘年一大變局也」，中國不再是萬國宗主，而是受列強欺凌的弱國，中國必須洗心革面，力圖自強:40-42。左宗棠亦能謙虛地承認到中國知識傳統中存在不足:590。李鴻章指當時的局勢是中國數千年來未有的變局，過去夷狄都從中亞陸路而來，這時是沿海幾千里都隨時有威脅，而且又有數千年來未有的強敵，過去夷狄物質條件上並不比中國高，這時「夷狄」製造能力卻遠超過中國，所以中國必須自強，當中既著重科技，也著重海防:52。從1870年代初期開始，洋務派認識到西方國家之所以強，是由於其富裕，富裕又來自工商業的發展，故洋務運動開始致力於創辦民用工業企業:6。李鴻章認識到僅憑製造船炮，不能使國家變強，船炮的運用有賴於工業製造、礦業和現代交通等的支持。張之洞也了解到軍事武力與經濟發展之間的關係，強調富強以工商為先，而發展工業尤當在商業之先。官員俱認為，工業和現代實業極為重要，不可容許由私人或商人經營:466、470。
洋務派深信，中國的政教風俗都在洋人之上，不如人者不過是火炮、鐵路、機器之類，如果中國能掌握這些器物，洋務就算辦成了:115。洋務運動的一個口號是「中體西用」，李鴻章幕僚馮桂芬首先論述中體西用論，主張以儒家倫理為中心，引進歐洲的先進技術:58。「中學為體，西學為用」的主張，解釋說明學自西方的無非技術性之事物，洋務派始終不脫離中國文化傳統:253，要保持傳統秩序不變:488。惟李鴻章是注重霸術的政治家，思想中只有富強的意識，談不上中學為體，甚至有用夷變夏之意:31-32。洋務運動時，士大夫多主張西學源出中國說:585，認為各種科學都可以在周文王、周公、諸子的書中見其端緒:490，相信火器乃元朝時經蒙古人傳入歐洲，歐洲人將火器加以研究改良，故西洋火器乃中國遺制，中國應重新學習失傳的技能:585。

## 領導者

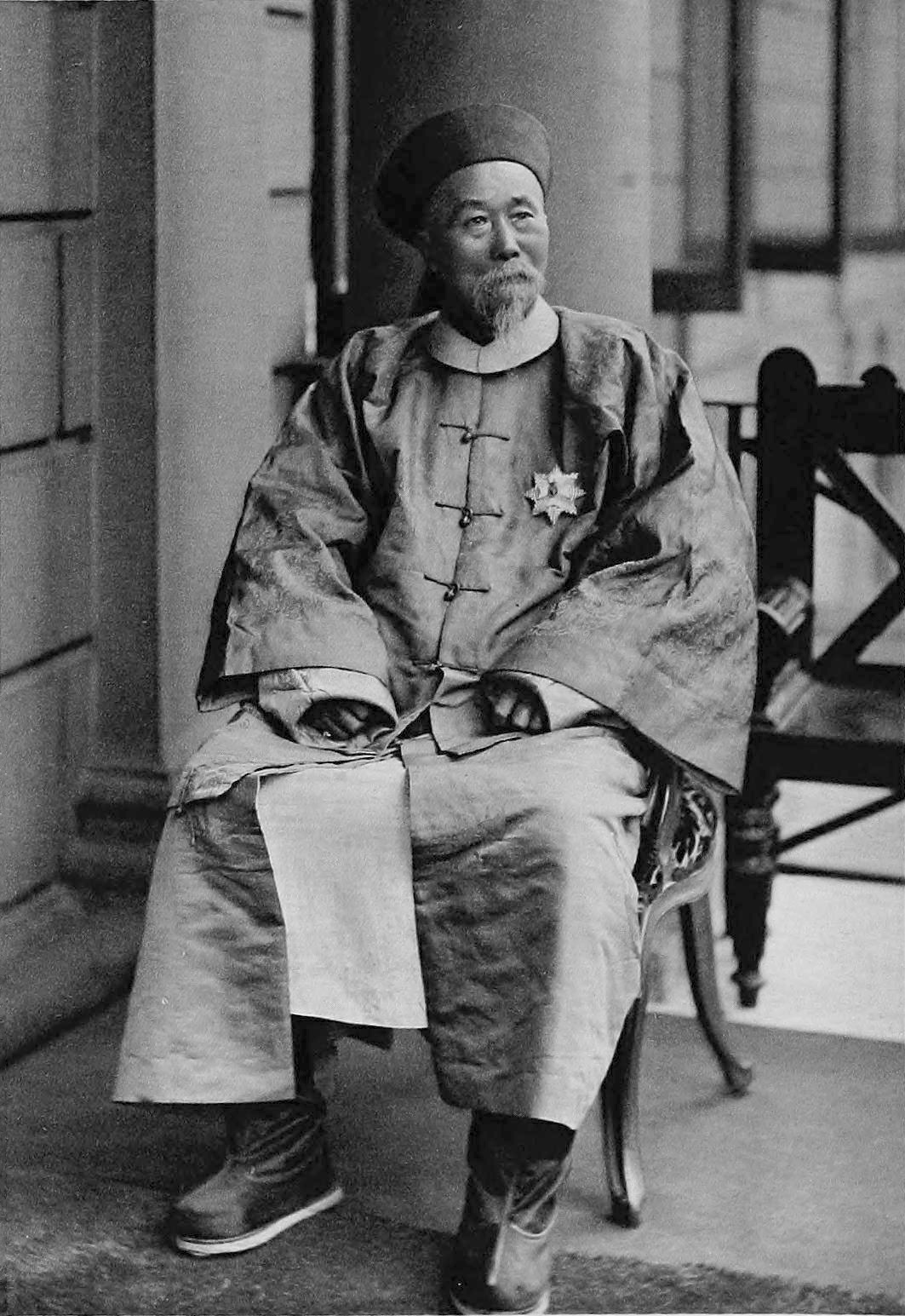
洋務運動領導人李鴻章

洋務運動在京師的推行人是恭親王奕訢與滿洲軍機大臣文祥。奕訢制定洋務運動的新方向，在京城得到文祥的支持，在外省則得到幾個實力派領袖如曾國藩、左宗棠和李鴻章等人的擁護:276、266。但奕訢在1865年（同治四年）和1869年（同治八年）兩次遭慈禧太后訓斥，影響力大減，在1884年（光緒十年）至1885年（光緒十一年）中法戰爭後在政壇失意:283-284。大部份的洋務運動規劃，都是由曾國藩、左宗棠、李鴻章等外省督撫推行的，當中李鴻章是洋務運動主要人物:277-278。隨著曾國藩於1872年（同治十一年）去世，及左宗棠在1868年（同治七年）至1880年（光緒六年）間投身於鎮壓回民之亂，李鴻章成為洋務運動的中心人物，自1870年（同治九年）起的25年間，長期擔任直隸總督和北洋大臣，得以在華北建立一個全權獨攬的軍事及工業基地，並充當全國上下洋務規劃之協調人，在30年中一直是洋務的主要設計師及倡導者，在1872年（同治十一年）以後成為洋務運動無可匹敵的領袖。李鴻章雖只是省級大員（直隸總督），但由於職地靠近北京，又得慈禧太后寵信，因而行使了中央政府的一些職權:279、283。由地方官員主導的洋務運動企業的管理者，大多來自官員的私人幕僚:213；李鴻章也要倚賴盛宣懷等次一層的負責人，1885年（光緒十一年）後盛宣懷主持輪船招商局等多個官督商辦企業:44。1866年（同治五年）閩浙總督左宗棠調往西北，福州船政局由左宗棠推薦的沈葆楨主持:599，任總理船政大臣:261。在1880年代的後半期，湖廣總督張之洞和兩江總督劉坤一也開始參與洋務:284。張之洞最初任翰林學士時是反對洋務運動的，自1884年（光緒十年）出任兩廣總督後開辦現代化項目:6。而其他守舊督撫對洋務都缺乏真正的熱忱和興趣:22。

## 經過
從1861年（咸豐十一年）至1895年（光緒廿一年），洋務運動持續了35年。

### 開端
1861年（咸豐十一年）1月，奕訢與文祥上奏「統籌全局酌擬善後章程」，標誌洋務運動在外交方面的開端。該章程建議設立新衙門總理夷務；在既有駐節上海的辦理通商大臣外，再在天津設立一辦理通商大臣，以管理三個北方口岸；飾令廣東、上海各派兩名熟悉外語的人員來京服職；於八旗中挑選天資聰穎、年齡在十三四歲以下的學習外語；各海口內外商情與各國新聞紙，按月呈報總理衙門。經奕訢的奏請，1861年（咸豐十一年）3月在北京設立了總理衙門:274、267。

### 第一階段

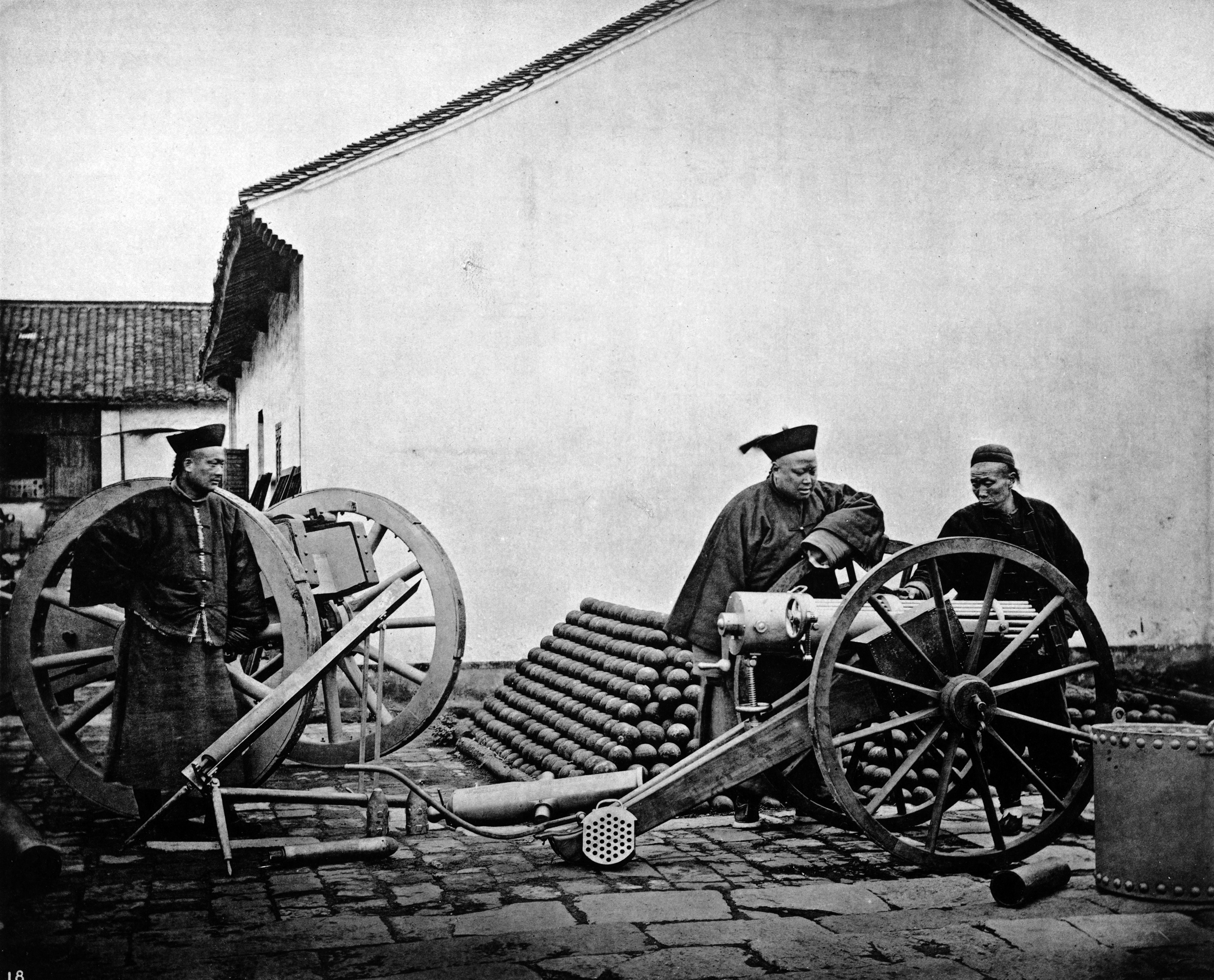
金陵機器製造局自製機槍

洋務運動可分為三個階段。第一階段大致從1861年（咸豐十一年）至1872年（同治十一年），強調建立翻譯館、新式學堂、派遣留學生來吸納西洋的火器、機器及科學知識，並培養技術與外交的專業人才，同時確保與西方列強關係良好，以便中國能獲取西方國家造船和軍火裝備的秘訣。此時洋務派希望「師夷之長技以制夷」，認為中國不需要西方的其他東西。這一階段的主要成就有：1861年（咸豐十一年）總理衙門在北京設立，通商大臣署衙在天津和上海設立:280；曾國藩在安慶創立安慶內軍械所:53；1862年（同治元年）同文館在北京設立，李鴻章在上海設立三個洋炮局，另命下屬向英國軍官學習運用火炮，向德國軍官學習運用步槍:280；1863年（同治二年）阿思本艦隊抵達中國，曾國藩派容閎前赴美國購買機器:281；1864年（同治三年）外語學堂同文館在上海開辦:619，小型洋炮局在蘇州開設，外語學堂同文館在廣州開辦；1865年（同治四年）江南製造局在上海開設，附設翻譯館；1866年（同治五年）左宗棠在福州城外的馬尾開設福州船政局，附設船政學堂；派遣斌椿率隊的試探性使團前赴歐洲；1867年（同治六年）金陵機器製造局和天津機器局分別開設；1868年（同治七年）派遣使團往聘列國，以蒲安臣為「辦理各國中外交涉事務大臣」協助使臣；1870年（同治九年）天津機器局擴充為四個廠；1871年（同治十年）籌劃在大沽修築西式炮臺；1872年（同治十一年）派遣30名少年學童赴美留學；李鴻章派遣官佐赴德國留學。這一階段洋務運動的主要特徵是強調發展軍工業:281。

### 第二階段

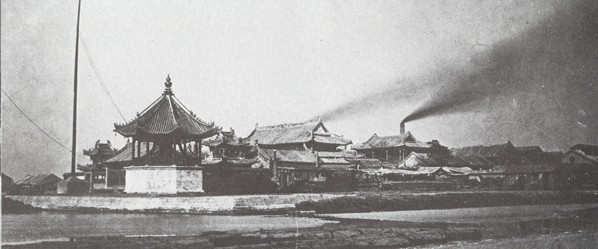
天津機器製造局全景

第二階段大致從1872年（同治十一年）至1885年（光緒十一年）。隨著洋務運動推行，官員逐漸認識到國家要強大就必須富有，新式國防遠比傳統國防花費大，並須有更好的交通系統和工業作支持。在此階段中，雖然國防工業仍是主要著眼點，但也開始發展一些追求利潤的企業，如輪船、鐵路、開礦和電報等:282。在1870年代，洋務派開始籌建與軍工企業配套的工業和交通設施，如出於軍事需要，李鴻章認識到電報的重要性:142、145。除了官辦的軍工產業外，此時出現以傳統鹽政為模式的另一類型企業，即「官督商辦」，當中最重要的有輪船招商局、開平礦務局、上海機器織布局和電報總局。這些企業的資本大部份來自私人資金，規定「所有盈虧，全歸商認，與官無涉」。但出資入股的商人被排斥在經營之外，經營權掌握在官員或官府指派的個人手中，這類企業為追求利潤，往往通過政府優惠或干預來打擊平民的競爭，趨向於壟斷行業。它們也依賴外籍人員，會聘用洋人擔任航運督辦、船長和技師。在這一階段，李鴻章成為近代工業和企業的主要倡導者，超過九成的洋務規劃是在他的支持下發動的:282-283。
第二階段的主要成就有：1872年（同治十一年），輪船招商局開辦；1875年（光緒元年），派遣福州船政局學生留學法國:283；丁寶楨在濟南開始籌辦山東機器局:93；1876年（光緒二年），再從福州船政局選送30名學生與藝徒前赴英法兩國；1877年（光緒三年）開平礦務局在天津開辦，丁寶楨在四川開設機器製造局；1878年（光緒四年），織呢局在甘肅創辦，同年上海機器織布局創辦:283，以抵制進口棉紡織品:55；1879年（光緒五年），大沽與天津之間開設電報線路；1880年（光緒六年）天津水師學堂開辦，朝廷採納建設新式水師計劃，並開始購買外國船艦；1881年（光緒七年），電報總局開設，開通上海至天津的第一條電報線路:283-284；修建長11公里的鐵路連接唐山和胥各莊，以運輸開平煤礦產出的煤炭:55；派遣10名水師學生出洋留學；1882年（光緒八年），旅順開築軍港和船塢；1883年（光緒九年），派遣13名水師學生和4名藝徒前赴英、法和德國研習造船，13名學生前赴英國學航海:284。

### 第三階段
從1885年（光緒十一年）至1895年（光緒廿一年）間，洋務運動繼續建設陸海軍，同時開辦輕工業以求富國，結果繅絲業和棉紡業都發展起來:284。中法戰爭失敗以後，清廷才深深感到充實軍備的重要性，開始關心鐵路等事宜:34。李鴻章繼續控制局面，湖廣總督張之洞和兩江總督劉坤一也加入參與洋務。經濟制度方面，「官商合辦」和「商辦」的實業向佔主導的「官督商辦」企業競爭，但由於官府對商人的歧視和嫉妒，這兩類企業都未能發達，「商辦」實業非常微弱，在整個工業實業和投資中只佔很小比重。較大的「官商合辦」企業有貴州製鐵廠和湖北繅絲局，在兩個項目中，官方歡迎私人資本，卻討厭平民控制企業，爭奪湖北繅絲局控制權的鬥爭非常激烈，以致商人資本最後被迫撤出。這一階段的主要成就是：1885年（光緒十一年），天津武備學堂開設，海軍衙門在北京成立，以醇親王奕譞為首，李鴻章為副；1886年（光緒十二年），張之洞在廣州建立紡織局:284；1887年（光緒十三年），一些製造局分別在廣州和天津開設，漠河金礦在黑龍江開辦；1888年（光緒十四年），歸李鴻章節制的北洋艦隊建立；1889年（光緒十五年），織布局和鐵政局在廣州開設；1890年（光緒十六年），大冶鐵礦、漢陽鐵廠和萍鄉煤礦開辦:285；湖北槍炮局設立:246。1891年（光緒十七年），台北到基隆的鐵路竣工通車:241；倫章造紙廠在上海開辦；「官商合辦」的貴州製鐵廠開設；1893年（光緒十九年），機器紡織總局設立；四家棉紡和絲織廠在武昌建立；1894年（光緒廿年），兩家火柴公司在湖北省建立，湖北繅絲局創建。1895年（光緒廿一年）中國在甲午戰爭敗績，證實洋務運動的失敗:285，從此李鴻章不再指望以現代實業重振中國:156。

## 主要項目

### 總理衙門

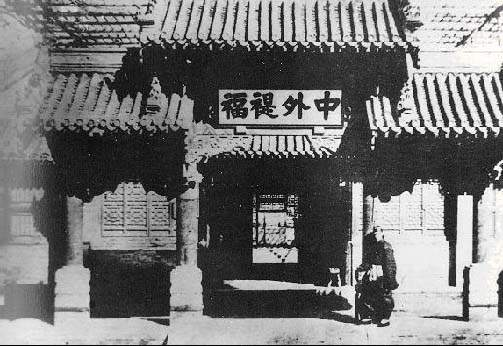
總理各國事務衙門

總理衙門在1861年（咸豐十一年）設立，其並非正規的政府部門，而是軍機處的下屬機構:267，設立原意是為了辦理中外通商交涉事宜，後來則成為所有「洋務」的總辦事機構，或直接推行，或在京城推動贊助:594。最初設想總理衙門由一位親王負責，另由數位大臣協辦，這些大臣同時兼任內閣部院官員:267。在他們之下是16名辦理文案的章京，滿漢各8人。恭親王奕訢是總理衙門首任及長期負責的大臣，軍機大臣兼戶部侍郎文祥則是衙門的主要大臣，一直供職至1876年（光緒二年）去世。總理衙門是個臨時機構，出於權宜之需而創立，沒有編制，沒有定級別，理論上只關心外交政策的報行，而無權制定政策，因最高決秉權掌握在皇帝及軍機大臣手中。但實際上總理衙門的奏請一般都獲奏准，因奕訢和交祥兩人均兼任軍機大臣。總理衙門分作五個股：俄國股、英國股、法國股、美國股和海防股，另有兩個附屬機構：海關總稅務司署及同文館。總理衙門不僅辦理外交事務，還開展一些現代化項目，提倡新式學堂、西洋科技、工業和交通，在1860年代發揮積極作用，但在1869年（同治八年）至1870年（同治九年）以後影響力日減，當時慈禧太后再度訓斥奕訢，而李鴻章就任直隸總督與北洋三口通商大臣，其權力勝過了總理衙門。雖然總理衙門未能有效發揮外交機構的作用，它作為現代化的倡導者卻相當成功，是回應西方衝搫時所設置的第一個重大機構:268。1884年（光緒十年）以前，總理衙門一直由奕訢主持:594。自1884年（光緒十年）奕訢被罷黜後，由慶郡王奕劻擔任總管大臣，奕劻威望與能力俱低下， 又不兼任軍機大臣，總理衙門在威望和權力上都降低甚多:77。

### 同文館
同文館於1862年（同治元年）經奕訢提議在北京開辦，原本設計為一所聯合教授西文和中文的學校，其創立是為了回應英法《天津條約》中關於英語和法語為條約唯一正本的規定，中國因而需要語言專家，以免依賴洋人翻譯和英語欠佳的廣東通事。同文館一開始延聘一名英國傳教士、一名法國傳教士及俄國外交使團中的一名翻譯教授外語，後來添加了德語。此外同文館也教授中文:269。同文館開始時只招收24名學生，挑選自滿清八旗的年輕子弟:618。1864年（同治三年），美國傳教士丁韙良擔任同文館的英文教習。到1866年（同治五年），天文和算學列入課程，次年博學的徐繼畬被委任為專管大臣，這所學校逐漸具備小型文學院的規模。丁韙良於1967年（同治六年）回到美國，1869年（同治八年）取得博士學位後返回中國，被擢升為同文館總教習，在其指導下，同文館八年的學制中添加了各類課程，前三年專攻語言，後五年則攻讀各門科學和綜合課程。同文館標誌著施行西式教育的開端；許多洋人教習在華人學生幫助下從事翻譯，同文館也就充當了傳播外國知識的研究機構。1873年（同治十二年），同文館開設小型印書處，該處出版了17部有關國際法、政治經濟學、化學、物理和自然哲學等領域的名著。1879年（光緒五年），該館註冊的在讀學生計163人，學生質素很低，因為很少有滿人或漢人的的世家大族願意送子弟來就讀，學生中相當一部份是年齡偏大、衝著津貼來就讀的庸才:269-270。
1863年（同治二年），李鴻章建議清廷，在上海和廣州都設立類似的語文學堂。次年上海同文館成立，學生40名，限14歲以下，由有名望的官紳保送入學，另加收10名年紀較長，熟諳中國經典的學生。除了中文課程外，由美國教士林樂知教授英文，另有一位中國先生負責算學。廣州同文館亦開始於1864年（同治三年），招收20名年輕學子，其中個名額留給駐廣州的八旗子弟，另外增收10名舉監生員入學，滿漢皆可。實際運作上，廣州同文館可說是一滿清八旗學館:619-620。1869年（同治八年），上海同文館合併於江南製造局，改名為廣方言館:164。由於科舉取士制度並無改變，這三間新學堂都面對同一問題：如何引發學生的學習動機。北京同文館學生三年期滿畢業後，得比照八或九品官職任用，若能通過考試，得擢升為七品，並在京城任主事職，但上海和廣州學堂的學生則無此優遇。廣方言館要求學生三年期滿畢業，成績優良者准視同附生（生員中等第較低者，有資格參加省試）；而廣州同文館則應允畢業生可在譯員與監生資格中擇其一。結果政府雖花費津貼，讓廣方言館和廣州同文館的學生學英文和算學，但學生仍耗其精力於八股文寫作與鄉試上:620。

### 阿思本艦隊
清朝第一次組建一支新式海軍的嘗試是失敗的。1862年（同治元年），奕訢授命赫德委託身在英國的清政府總稅務司李泰國購買並裝備一支火輪艦隊。李泰國購買了八艘輪船，雇用前英國皇家海軍艦長阿思本（Sherard Osborn）管帶這支艦隊，並在未經告知北京朝廷下，在1863年（同治二年）1月跟阿思本簽訂合同，任命阿思本擔任這支由歐洲人駕駛的艦隊之總司令，而且只聽身為中國皇帝代表的李泰國之命令。李泰國立意要讓自己當上中國的「海軍大臣」，掌握海軍兵權。1863年（同治二年）阿思本艦隊抵達中國時，奕訢告諭阿思本他的官銜是副管帶，權力僅為統領艦隊中的外國人，必須聽命於作戰地區的督撫，即兩江總督曾國藩和江蘇巡撫李鴻章。李泰國反對此舉，於是阿思本建議解散艦隊，以免其落入太平軍、敵對的日本大名或美國南部聯盟之手。曾國藩認為中國與其容納一支桀驁不馴且或將引起糾紛的洋人水師，不如將其解散，並大度地酬報其官佐。結果阿思本獲給予一筆一萬兩的特恤金，而李泰國則獲得1.4萬英鎊為薪俸和津貼:276-277，隨後被免去總稅務司的職務:268。清朝花費了55萬英鎊購買一支艦隊，然後解散，結果一無所獲:277。

### 江南製造局

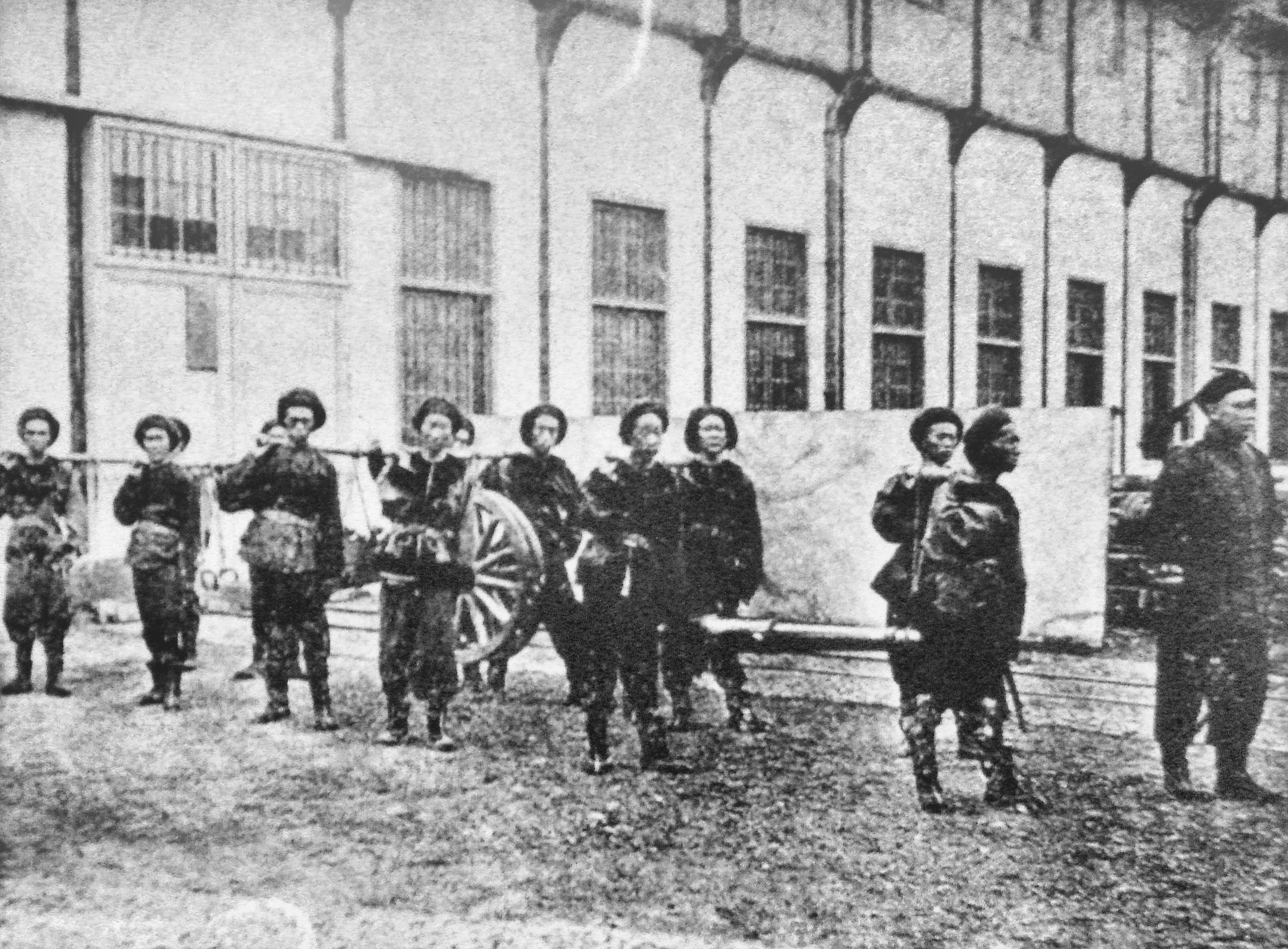
上海江南製造局一景

江南製造局是洋務運動早期的主要成果:278，1865年（同治四年）於曾國藩倡議下，在上海建立。李鴻章向設於上海租界地虹口的美商旗記鐵廠買進機械與船塢，成立江南機器製造總局。同年末容閎赴美採購的機器也運到中國，併入虹口的機器廠:611。容閎是第一個從耶魯大學畢業的中國人，於1863年（同治二年）加入曾國藩幕府:278。局中所有機械工作都由外國人負責，最早試製來福槍雖然失敗，不久後卻成功製造堪用的毛瑟槍和小榴彈炮。1867年（同治六年），江南製造局每天可以生產15枝毛瑟槍和100個12磅重的榴霰彈，每個月可以生產12磅的榴彈炮18個，這些軍火在剿平捻亂時發揮了功效。不過整體上，李鴻章對江南製造局是相當失望的，他一開始就期望製造出優良的步槍，直到1871年（同治十年），江南製造局才能製造雷明頓式的後膛步槍，但比起進口的雷明頓式，這些自造槍枝不但成本高，而且性能奇差，連淮軍也拒絕使用:613。1869年（同治八年），製造局附設的機器學堂成立，開始實施員工作職訓練，並為學徒設立夜間補習學校。在1874年（同治十三年）至1875年（光緒元年）間，江南製造局成立了一個製造火藥和子彈的部門，此後大力推廣這項生產:629、614。在同治年間（1862—1874），江南製造局是世上最大的兵工廠之一，在東亞首屈一指:259，連德國軍隊使用的炮彈也沒有江南製造局的先進:469。
江南製造局不僅鑄造槍炮，亦製造船舶，並開設翻譯館:278。但江南製造局造船的努力同樣令人失望。1866年起（同治五年），江南製造局開始設計和製造巡邏港口用的小型炮艇。1867年（同治六年）底，江南製造局遷往上海南部，重新建造一座乾船塢，添置了造船用的新機器，增加了六七個英法工程師與工人。曾國藩決定建造較大的輪船，因為局中的西洋技師更精於造船。1868年（同治七年），第一艘中國自造成功的輪船下水，重六百噸，引擎購自外國。其後五年內，又造了五艘螺旋帶動的木船，及三艘雙螺旋推進的小型鐵甲船。當中有兩艘引擎和汽鍋都是自製的。可惜這些船行駛緩慢，吃水太深:614，在某些通商港口無法停泊，而且太耗燃料，建造費高昂:615。1872年（同治十一年），江南製造局最後一艘船製成，擁有400匹馬力，配備26門火炮:278。到1875年（光緒元年），江南製造局停止造船計劃。中國自造一艘船的費用，可以拿來向英國購買兩艘同樣的船；而成本偏高，可以歸因於幾乎所有原料都仰賴進口，而且人員薪金偏高。局內官員人數越來越多，1870年代初只有40人，到1870年代末增加了一倍，其中不乏利用勢力坐領乾薪者。江南製造局成立的翻譯學館刊行中文的西洋科技書籍:615、629，在不到十年間，翻譯了98種西洋著作，其中47種屬自然科學領域，45種為軍事和技術一類書籍:277-278。

### 福州船政局

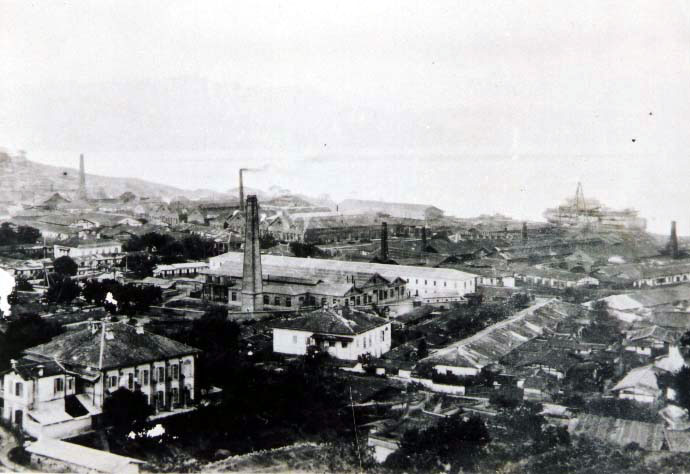
福州船政局，1880年拍攝

福州船政局是洋務運動第二大重要成就。左宗棠亟有意造船，於1866年（同治五年）設立福州船政局，以法國人日意格和德克碑分任正副監督。該局共建造了40艘船艦，機器從法國購得:278、281。1866年（同治五年），左宗棠與日意格及德克碑簽約，二人負責製造16艘輪船，並訓練中國的造船技師與海員。不久左宗棠奉調西北，他推薦前江西巡撫沈葆楨總司船政事務。在閩江馬尾港後的船塢廠址上，中國官員監督著2000噸的法國機械，準備建築廠房與存放材料。1869年（同治八年），1450噸螺旋帶動的「萬年清」號運輸船下水，接著的五年內另有14艘下水，有一艘則不能按期完成:615-616。1870年（同治九年），曾國藩利用江南製造局及福州船政局所造的船隻，成立江南輪船操練局。從1871年（同治十年）起，福州船政局大多數船的引擎為福州自造:599、616，所造的船都在1000至1450噸級之間，比江南製造局的一般船隻大。雖然福州船政局所造船隻性能優於江南製造局所造，但速度仍然過慢，造價太高，以歐洲在1870年代的標準看，這些木質船殼、單柄引擎的船，和江南製造局出廠的一樣，都是過時的產品。從開辦到1874年（同治十三年），福州船政局共計花費535萬兩，超出當初預算；官員貪污盛行，福州鄉紳攀親帶故推薦不少人員到局中來，管理困難，而購入的木料、煤炭和金屬品常不堪使用。沈葆楨大力整治貪污，嚴懲許多官員，代之以可靠之士，頗獲剛廉正直之名。後來有關採購的業務，多倚賴幹練的葉文瀾之助，他有大約30個幕僚，分別向台灣、香港、東南亞採購物料，甚至在仰光駐有代理商，能定期購買和運用柚木回國:617。
福州船政局附屬的船政學堂「求是堂藝局」設立於1867年（同治六年），招收100多名14歲以下，大部份來自沒落的鄉紳家庭子弟，學堂保證他們將來可入綠營水師，或因軍功被保舉為官:626。船政學堂內分前後兩堂：前堂專授法語和造船，後堂專授英語及航海:281。在法國學堂中，尚須讀包含解析幾何與微積分的數學，以及包括物理與機械的科學課程。這些學生偶而也被派往協助組合機器。英國學堂的學生要先讀三年理論航海學，課程包括地理學、平面與球面三角學、航海天文學，之後派往一艘由前英國海軍艦長領導的訓練船。原本左宗棠和沈葆楨都期望，經過5至7年的訓練後，這些學生即能設計和指導造船工程。求是堂藝局的教學成效顯著，學生中人才輩出:626，培養出一批能幹的官佐，包括幹練聰穎的嚴復:278。部份畢業生據云已能設計和監督製造船隻，或指揮戰船。由於財政困難，福州船廠的建造計劃在1874年（同治十三年）後大為縮減:627。1875年（光緒元年）後，福州船政局逐漸式微，原因是洋教習人數減少，而船廠行政管理不善:272。在1875年（光緒元年）至1877年（光緒三年）間，只有4艘船下水:627。1884年（光緒十年）中法戰爭中，福州船政局遭受法軍重創:230。

### 留美學童計劃

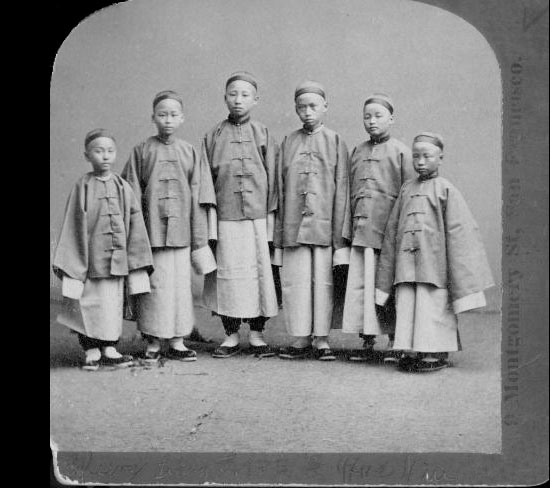
1872年首批到達美國的中國留美幼童合影

1872年（同治十一年），經曾國藩與李鴻章建議，朝廷派遣30名少年學童留學美國，就讀於康涅狄格州之哈特佛德城；1872年（同治十一年）至1881年（光緒七年）間，共有120名學童分四批遣派留洋:281。早在1868年（同治七年），容閎就提議讓年輕一代先進入美國的初級學校或學院就讀。同年的蒲安臣條約規定中國人得在美國學校就讀。1871年（同治十年），李鴻章與曾國藩聯名上奏，建議選派學童赴美攻讀15年:632-633。清廷准奏，決定選派12至16歲的學童留學。曾國藩於是委任廣東人買辦徐潤在上海設立「出洋局」，負責招生。1872年（同治十一年）第一批30名幼童赴美留學，當中有24人來自廣東。容閎早一個月先出國，在康涅狄格州教育部門的協助下，於哈特佛德城設立留學辦事處（駐洋肄業局），安排幼童各別寄居康州12個城市的美國家庭，並在當地學校就讀。不久在翰林學士陳蘭彬率領下，30位幼童及兩位中國教習抵達美國，這兩位教習將定期利用假日在哈特佛德城為學童上國學課程。往後3年，陸續有三批學生前往，每次30人，到1875年時（光緒元年），合計已有120名幼童抵達美國:634。這些孩子逐漸西化，玩棒球，上教堂。1877年（光緒三年），清廷同意增撥經費供派遣留學之用。但到1881年（光緒七年），因中美關係惡化:635，美國違背蒲安臣條約，安納波利斯海軍學院和西點軍校均不承認中國留學生，清廷唯有召回留美學生:271。

### 輪船招商局
中國輪船招商局是李鴻章計劃的第一個非軍事現代企業，於1872年（同治十一年）成立:471，宗旨在打破外國列強對中國沿海航運業的壟斷:272，從外資手中奪回沿海和長江的水運權:238。李鴻章不希望招商局是政府壟斷的純官方企業，使用「官督商辦」一詞，尋求一種官商合營的經營辦法，採用中國傳統模式：企業僱用經理，賦予全權，股東不干涉日常業務，僅一年一次審查業務:471。招商局倣效洋人在中國辦的股份公司，發股票，「盈虧全歸商認」。李鴻章主張政府給招商局貸款，並以高於普通商貨託運水腳（運費）的標準，將部份漕運交給招商局承運:44。招商局獨家承攬漕運米糧，並試圖與航行於中國海域的西洋商船從事競爭:600、609。李鴻章確保了海上漕運的壟斷局面後，便努力鼓勵商人入股投資，終於以每年高達兩成的股利，招攬來投資者:239。李鴻章並允許經理人員自由辦理業務，輪船招商局能成功與外商競爭，且於1877年（光緒三年）因買得旗昌洋行所屬輪船公司的船隻，而使噸數大增:472-473。1880年（光緒六年），招商局遭彈劾靡費無度，假公濟私，朝廷命李鴻章追查其事，結果不了了之:148。
輪船招商局首任總辦是官員朱其昂，接替他的是英國怡和洋行買辦出身的唐廷樞，1884年（光緒十年）後該局由官員盛宣懷辦理:283。盛宣懷善於理財，卻任用私人與挪用公款，在其經營下，招商局並未增加多少船隻。招商局是與怡和、太古兩家輪船公司訂立聯營合同，規定統一運價與根據所配航程分享利潤；在與兩家洋商所屬輪船公司的聯營下，招商局難以維持其利潤的收入。在1884年（光緒十年）至1893年（光緒十九年）間，招商局總收入減少，且擁有的噸數沒有增加，而兩家英屬輪船公司卻加以擴充。輪船招商局起初受私人投資者歡迎:474-475，但到1883年（光緒九年）前後商人的熱誠退減，投資者越來越少。唐廷樞、徐潤等商人出身的經理的離職，也減低了其他商人的投資意願:476。招商局再投資的資本受到剝奪，公司規模在1887年（光緒十三年）後就不再成長:240。盛宣懷常用的技巧，是將公司資金轉用到其他公司，在1890年（光緒十六年）至1891年（光緒十七年）間，他就擅用職權，從招商局中挪用30萬兩於上海機器織布局:479。

### 北洋艦隊

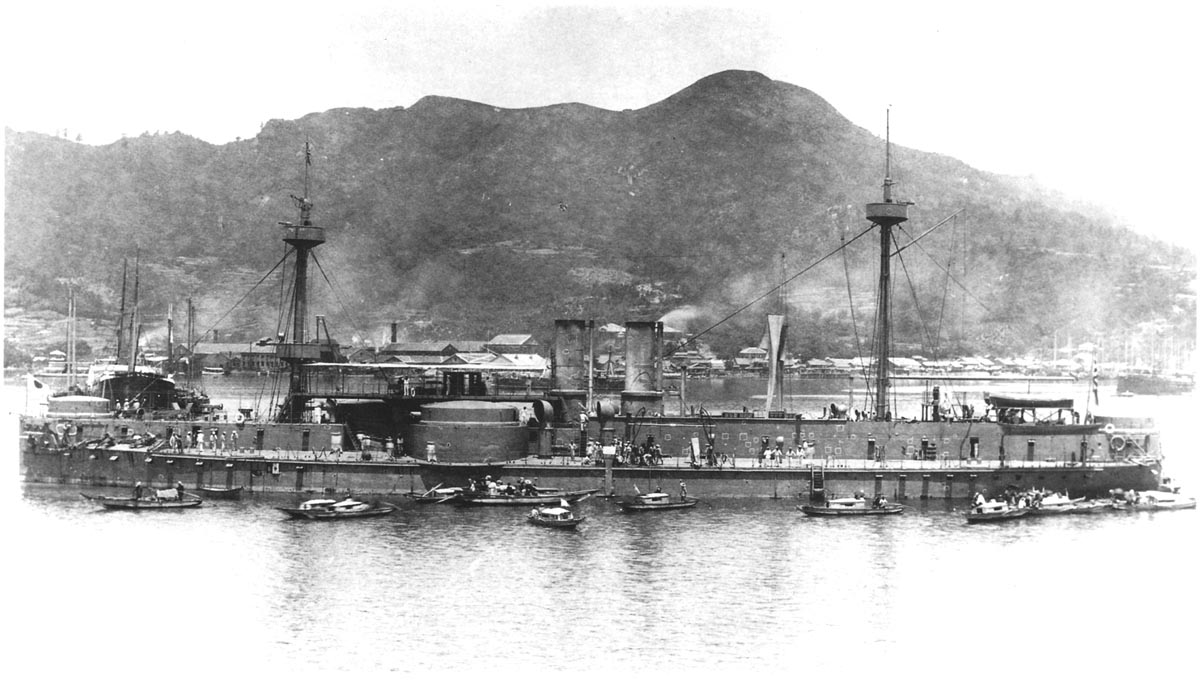
北洋艦隊鎮遠號鐵甲艦

北洋艦隊是清朝數支艦隊中最好的一支。李鴻章極關心沿海安全，認為必需建立現代海軍艦隊。他深知中國無法製造可用的船艦，開始通過赫德自外國購入船隻，於1875年（光緒元年）及1877年（光緒三年）共先後訂購英國炮艦8艘。到1880年代初，中國形成四支各自獨立的艦隊，分別歸南、北洋大臣（李鴻章）、福州船政局和兩廣總督指揮:264、269。1879年（光緒五年）日本吞併琉球，海防危機使李鴻章獲詔准予添購兩艘德製鐵甲艦、一艘穹甲艦。李鴻章又計劃在旅順港建立大規模的船塢，此後旅順和威海衛就成為海軍基地。1982年（光緒八年），北洋艦隊擁有兵船12艘，包括小炮艇8艘、購自英國的1350噸巡洋艦兩艘，以及福州船政局自造兵船兩艘。該兩艘英國船艦裝備新式:270-271。為了使海軍將領接受可靠的西式訓練方法，1881年（光緒七年）李鴻章籌辦天津水師學堂，翌年聘請英國海軍大佐琅威理為教習。琅威理是統領丁日昌之下的「副統領」，職責是訓練所有船上人員:272-273。中法戰爭後，1885年（光緒十一年）海軍衙門在北京成立，以作为全国海防事务的直接领导机构，醇親王任「總理海軍事務大臣」。李鴻章雖然已和伊藤博文簽署天津條約以解決朝鮮問題，但他仍深信中國遲早必與日本發生衝突:276-277。
李鴻章每年自海軍衙門收取北洋艦隊的經費約150萬兩，在1886年（光緒十二年）至1887年（光緒十三年）間訂購兩艘英艦與兩艘德艦。1888年（光緒十四年），此4艘巨艦抵達天津，李鴻章制定「北洋海軍章程」，重組其北洋艦隊，由丁汝昌任提督，其下左右翼總兵各指揮一艘7430噸的裝甲艦，再次由副將管帶2000至3000噸的巡洋艦。計北洋艦隊有裝甲戰艦兩艘，巡洋艦7艘，炮艇6艘及魚雷艇6艘，為頗具規模的艦隊。此後因慈禧太后將海防巨款移用於修築頤和園，李鴻章因經費不足而無法擴增其艦隊，所得海軍經費僅足維持現存的船艦、裝備與人員:279-280。1885年（光緒十一年）至1894年（光緒廿年），海軍預算進一步縮減，資金短缺限制了擴建北洋艦隊的計劃:470。1888年（光緒十四年），李鴻章在琅威理協助下重組天津水師學堂，以訓練海軍中、下層官員；1890年（光緒十六年），琅威理辭職，這導致英國海軍學校拒收中國學生，而且北洋海軍軍紀亦漸趨敗壞。1890年（光緒十六年），李鴻章再以300萬兩完成旅順船塢，但艦隊未能再增一船:280。淮軍出身的水師提督丁汝昌和福建出身的官兵之間意見不合，也影響了將士們的士氣:64。在1879年（光緒五年）時，北洋艦隊擁有兩艘雙層鐵甲艦，比當時日本海軍的任何戰艦都先進，但到1894年（光緒廿年）甲午戰爭時，中國技術已被日本追趕上來，當時北洋艦隊與日本艦隊可說實力相當:469、472。

## 財源
海關關稅是洋務運動的主要財政基礎，其次是釐金的徵收:43。1863年（同治二年），赫德受任命為海關總稅務司，負責總理各口岸洋商完稅事宜。在洋務運動初期，海關歲入約有700萬兩:272、270、276。海關收入在財政上支持洋務運動，北京同文館、北京神機營、江南製造局、天津機器局、福州船政局、幼童留美，駐外使領，以及1875年（光緒元年）的新海軍計劃，部份甚或全部經費，都來自關稅。江南製造局在開辦的第一年，生產設備就花費了大約25萬兩，主要由上海海關收入攤付:605、611。1867年，曾國藩獲准從上海關稅中撥出10%作為江南製造局經費，兩年後增至20%，每年總數達45萬兩。福州求是堂藝局的30名畢業生赴歐深造，由福建省的釐金與關稅中撥款20萬兩為助:614、636。洋務運動中，興辦和營運軍工廠和造船廠的費用，計達5000萬兩至6000萬兩。1875年（光緒元年），清政府每年400萬兩的海防預算，一半來自海關關稅，一半來自東南六省（江蘇、浙江、福建、江西、湖北、廣東）的釐金收入:155、174。在官督商辦的企業，如輪船招商局、開平礦務局、上海機器織布局和電報總局，資本來自私人資金，政府也會在一開始提供部份資金或貸款:282。但在1880年代，政府借款的政策難以為繼，因李鴻章決心要辦海軍，無法多幫助新興企業:44。

## 反對意見
當時士大夫大多對近代世界和現代化充耳不聞，保守的儒家社會和士大夫對洋務運動敵意非常強烈:269、280。晚清時有御史、翰林學士等京官，批評洋務辦理不善，形成「清议」:42。內閣大學士李鴻藻是朝中守舊派的領袖，守舊份子包括理學宗師大學士倭仁、徐桐、翁同龢等。他們攻擊奕訢對外和綏的政策，奉倭仁為思想導師的年輕御史們也反對接受西方技術:596。守舊派官員常抨擊總理衙門將中國利益出賣給洋人。1867年（同治六年），奕訢奏請在同文館添設天文算學館並延聘洋教習，遭到守舊派領袖倭仁的猛烈抨擊，其質問：
|  | 夷人稱兵陵我畿甸、焚我園囿，凡我國人何能一日忘此仇恥哉？何能復舉聰明俊秀之中華才士變而從夷？:268、279 |

倭仁認為天文算學都屬「術數」，而天下從來沒有靠術數而振興的，主張不可以奉夷為師，其次是不可以利誘正途的士大夫:50-51。慈禧太后則常借用守舊派牽制洋務派，以免後者勢力強大至她無法控制:280。
奕訢曾建議京師同文館招取進士及翰林學士為學生，三年畢業後准予「格外優保」。御史張盛藻上奏反對，主張自強之道不在倚恃船堅炮利，而在於「整紀綱，明政刑，嚴賞罰」，天文算學不過是「技巧」，對禮義、道德、人心都有不良影響。大學士倭仁繼而上奏，將技術等同為「術數」，並批評總理衙門要中國奉夷為師:621-622。朝廷將倭仁的奏摺公開給廷臣閱看，投考同文館的士人受到朋友同僚的譏詆，官員共議抵制同文館的招考，奕訢只得放棄其原有方案:634。當時頑固的官員，「一聞造鐵路、電報，痛心疾首，群起阻難，至有以見洋人機器為公憤者」:245。洋人多強調開礦、築鐵路的利益，士大夫則一般認為外人多管閒事，而且認為這與洋人要求開發內地的權利有關。滿人宣垕反對開礦和築鐵路，批評開礦會促成無業遊民及礦匪聚集，容易招來大亂，鐵路則將破壞祖先的墳墓，滅絕中國人孝敬的本性:29。官員激烈反對興建鐵路，外交官劉錫鴻舉出鐵路會破壞墓地的風水、中國治安太差無法保證列車安全運行等九條理由:61；並指出中國官民都沒有建造鐵路的資金財力，若向外國借貸，利息支出將大大高於鐵路收益:217。

## 得失

### 成就
洋務運動標誌著工業化的開始，播下了現代資本主義的種子:288，在訓練人才，轉移科技，提倡新企業等方面頗有貢獻:41。外交現代化保持與列強之間的和平，採納西方的外交實踐，暫時遏制了外患，使清朝表現出同治中興的復興氣象:261。清軍平定捻軍與西北回亂，都使用了江南製造局生產的槍彈。在1860年代及1870年代，中國的現代化成就比日本領先:156、168。在中法戰爭中，法軍的技術優勢，已不如英國在兩次鴉片戰爭時那麼顯著，中國已縮小了同歐洲的技術差距。直到1880年代，江南製造局和福州船政局都比同期日本的橫須賀造船所在技術上領先:470、468。北京同文館標誌中國施行西式教育的開端，當中比較傑出的畢業生中有兩名駐外公使和一些外交官:270。福州船政學堂培養出中國第一代現代造船工程師、輪機工程師及海員、船長:629。中國留美幼童回國後，在軍事、工程、商業各領域都有出色表現:273。江南製造局附設的翻譯學館，至1877年（光緒三年）底，一共印行54部譯作或摘錄的書籍，其中有許多為有關輪船引擎、模鑄技術，或格林式與克虜伯式槍械的手冊；另有一些算學與科學方面的教科書:630。洋務運動中的科學譯著，見用於軍工廠、製造廠和技術學堂，這些新機構是20世紀中國工業發展在19世紀的根基:479。江南製造局所譯的科技書籍，最終在年輕人中引發學習科學的熱潮:183，在向知識分子傳播西方社會和政治觀念有所貢獻:137。康有為等主要改革者都購買這些科技書籍:186。在20世紀前半期，張之洞所建的漢陽鐵廠成為中國鋼鐵工業的中心:480。

### 不足之處
洋務運動眼界狹窄，其倡導者從未夢想要把中國鍛造成新式國家，他們鞏固而非取代現存的秩序，沒有經濟發展、工業革命和現代化變革的概念:286。洋務派並未承認西方文化在某方面的優越性，只是在被動中作局部的調整，對西方文化的學習方略，是狹隘、瑣碎與急功近利的:64，對西方軍械、技術和外交的模倣流於表面，西方文明中的精華所在，諸如政治體制、社會理論、哲學、藝術等全然沒有觸及。李鴻章對船炮過度專注，對西方政治制度及文化相對漠視，限制了洋務運動的範圍，沒有作更大更遠的政治和社會改造:262、279。在李鴻章心目中，西方的財富與力量完全來自物質，其「洋務」亦不出此範圍，而沒有認識到西方政治和社會制度的價值:115。洋務運動只是膚淺的現代化嘗試，範圍局限於火器、船艦、機器、通訊、開礦和輕工業，而沒有開展任何學習西方制度、哲學、藝術和文化的嘗試，沒有獲得工業化的突破:285，其現代化的嘗試支離破碎，局部而分散:10、14，其「成績單與同時代的其他國家相比不值一哂」。洋務派興建新式學堂和派遣留學生，主要目的是應付軍事和外交需要，而不是提升中國學術水平:147、115，對國民教育的普及與提高並不關心，開辦新式學堂教授外語等只是為了他們自己的需要:225。
晚清中國佔主導的仍是舊式制度:286。新興企業和機構往往無法擺脫官場積習，弊端叢生:610。洋務運動企業大多為官辦，帶著有官僚機構的無能與裙帶作風，即使從事新式生產，仍保留舊式的行政管理方式。由於領導不力和官吏腐敗，所製船炮質素無法與西方產品相比:281-282。負責官員往往置自己的福祉於國家富強之上，如李鴻章將自己的人安置在洋務事業的關鍵位置上，這些人往往利用辦洋務的特權謀私利:113-114。軍工廠的負責官員貪污腐敗，互相競爭撈錢:172。北洋艦隊在補給方面嚴重腐敗，在黃海海戰中，中方發射的炮彈半數沒有爆炸，一些軍艦滿載水泥:474:238，戰艦的炮裏缺乏高爆彈頭，這是因為李鴻章的女婿張佩綸中飽採購軍需款項，從克虜伯兵工廠買回空包彈充數。李鴻章的其他下屬也有類似貪污不法之事。魚雷裏裝填的不是火藥，而是鏽蝕的鐵屑，而威海衛的子彈袋裏不是炸藥，卻塞滿了砂土:239。和官辦工業一樣，官督商辦企業同樣帶有強烈的官方色彩，普遍盛行貪污、腐敗無能與任人唯親。企業中資本形成也很困難，每年的利潤被當作紅利分配給股東，而不是用作企業增長的再投資:283、286；常常在開辦多年後，產量反而是有減無增:66。

福建水師旗艦揚武號

洋務運動缺乏大眾參與，限制了現代化的範圍，洋務派採取的是自上而下的方式，缺乏民眾支持，官員藐視商人，壓制民辦實業和私人競爭:286。洋務運動強調追求的經濟利益，主要是指國家的利益，而不是由私人所創造的財富。政府沒有鼓勵民營事業的發展，而許多官辦企業則陷入財政困難的泥沼而不能自拔:243-244。洋務運動也缺乏整體協調，由省級督撫在沒有中央規劃和協調的情形下發動，各省的洋務倡導人不是互相合作，而是互相競爭，地方主義意識和急於自我保護的傾向非常頑固，以致北洋水師和南洋水師在中法戰爭中拒絕救援福建水師，而在甲午戰爭期間，北洋艦隊獨力抗擊日本海軍，南洋水師竟保持「中立」:285-286。洋務運動在企業運作和材料方面依賴於洋人，對洋人能力盲目信賴，不論其學識與經驗。如金陵機器製造局交由英國人馬格里督辦，而他的職業卻是醫生；福州船政局由兩位法國人日意格和德克碑督辦，但他們都從未造過船。洋務運動中的西洋顧問和教習許多不很專業，所造槍炮船艦性能極其低劣，需要不斷從國外購買船炮，北洋艦隊的九艘大型艦隻均由外國製造:281、287。洋務派自己大都不懂軍事科技，西方軍火商人乘機哄騙謀利，使洋務運動浪費很多金錢:247。

## 失敗原因

### 政治方面
洋務運動並不是基本國策，洋務派只是政權內的一派而已，朝廷內存在強大的守舊反對勢力:222、220。自文祥去世後，軍機大臣思想作風保守，缺乏創新魄力，無法把中國帶到新的道路:271。但凡有效法西方的新建議提出，立刻就有官員反對，這些爭議影響了朝廷決策，阻礙建議實施，甚至拖累已上馬的事項:115。李鴻章改革科舉、在各省省會興辦西式學堂、興建江蘇到北京鐵路的建議，在保守派的反對與阻撓下，都無法討論，不能實行:601。朝廷對李鴻章實際是掣肘多而鼓勵少，洋務新政不免於停滯難進:74、78。他感嘆自己無真正的作為：
|  | 我辦了一輩子的事，練兵也、海軍也，都是紙糊的老虎，何嘗能實在放手辦理，不過勉強塗飾，虛有其表。 |

慈禧太后擅長政治手段:78、71，為了抵制奕訢，特別倚重幾位守舊大臣，使修改考試制度之類的建議無法得到重視:608。為了使朝臣權力平衡，她常常放縱守舊派對洋務措施主持人的攻擊，而不給予洋務派全力的支持:70。加上晚清吏治敗壞，洋務計劃絕少有可靠的人來執行，洋務運動領導人常有「無人」之嘆，而有限的資金常被貪官污吏中飽。由於積習難除，洋務新政不免虛有其表:194-195、199。

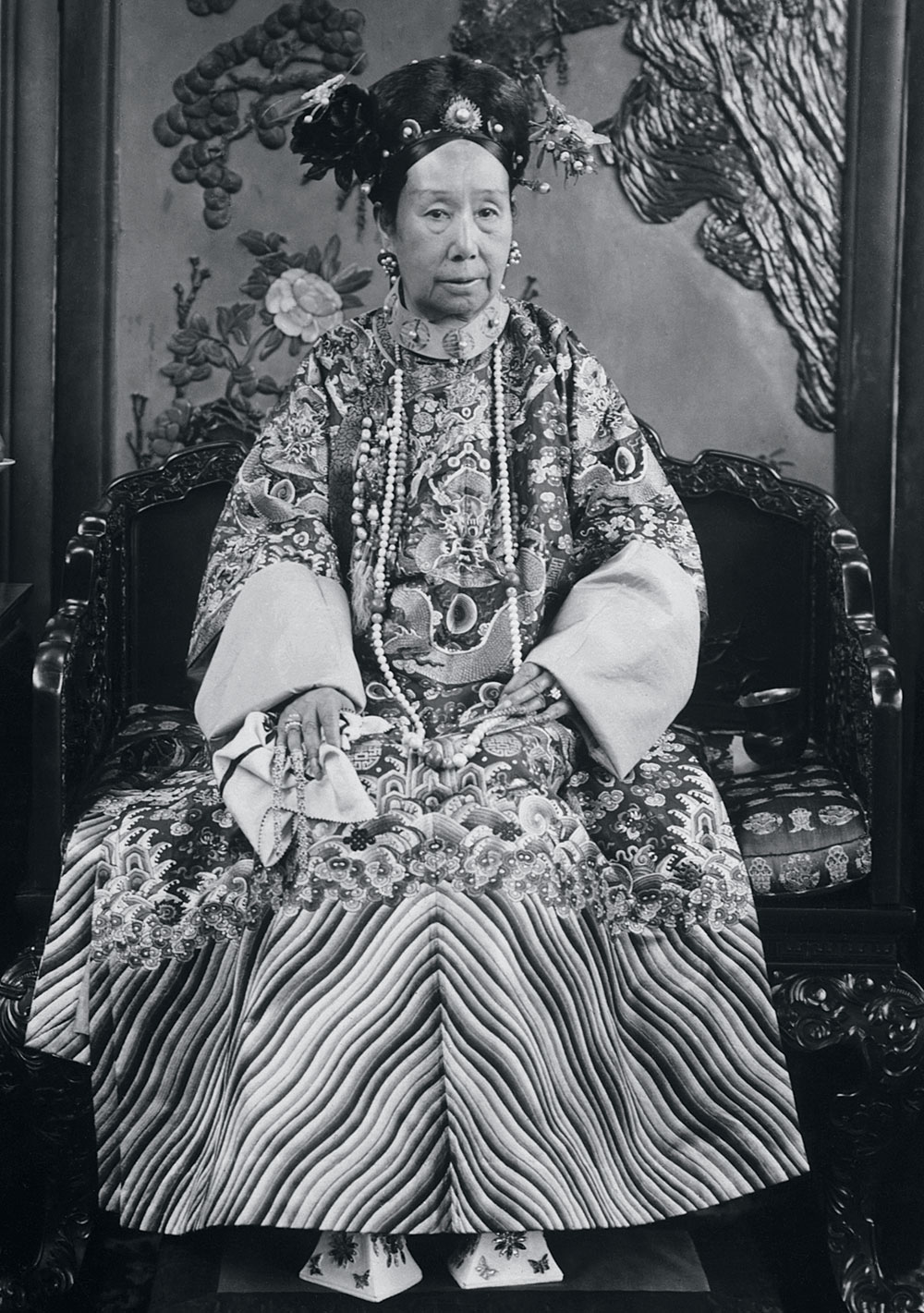
須為洋務運動失敗負上責任的慈禧太后

洋務運動失敗，可歸咎於慈禧太后的私心:115。與德、俄、日等後進型現代化國家比較，清廷中樞領導質素不良，對洋務運動並無擔當有力的主導性角色，也沒有高瞻遠矚而具體確定的目標，直接導致改革失敗:66、68-69。清朝亟需明主帶領進行現代化，然而朝中大權卻握在慈禧太后手中:117，其為人自私無知、愛慕虛榮、重視享受、喜好奉承與賄賂，對攬權擴權無所不為，對西洋新事物無甚理解，因為這與她掌握宮廷和擴權的大目的無何直接關係，她對之也無任何興趣:66、70，缺乏領導國家朝廷的雄偉氣魄與高識遠見，對洋務運動的措施，也未作出全面而持續的支持，致使各洋務項目與企業缺乏政治上支持的動力，無法成長，也無法奠定全國性規模的基礎:66-67。慈禧太后並常在洋務派與守舊派之間製造矛盾:10。外交上，她往往流露一股對洋人的恨意，對內則酷愛收禮納賄:120。為了討好歸政後的慈禧太后，李鴻章挪用三千萬兩海軍軍費修造頤和園:287。李恩涵指出，洋務運動失敗，「慈禧所應負的責任最大、最全面和最基本」，清朝在她統治下，吏治腐敗，政治軍事都陷於麻痺和癱瘓狀態，後期洋務運動亦失去當初內外配合的銳氣:81，在她心目中，絕無從國防或工業建設等方面入手，進一步推動中國走上與歐美列強並駕齊驅的想法:17。

### 經濟方面
洋務運動常苦於財源枯竭，無法籌措足夠的資本:66。晚清中國國勢貧窮，資本供應不足，官家或民間的資本都很短缺:286，人口增長耗盡資源，阻礙工業化發展:224，限制了工業和企業的創辦及增長。當政府提高稅收以開辦新興實業時，削弱了民間原本就很有限的投資能力。洋務運動又正遇上列強帝國主義的侵略，招致鉅額軍費開支和賠款，吸走了大量本可用於洋務的資金:286-287。中國幅圓廣大而人口眾多，一直成為西方列強著重侵略的對象，經濟上被吸收入帝國主義式的世界經濟體系之內，作為一附庸的原料供應國:65。

### 社會方面
中國社會結構，以士紳為中堅份子，並倚賴農業生產為經濟支柱，漠視商人在社會進步中所能發揮的作用，抑之為四民之末，非正式的勒索與稅徭特重。清廷在實際措施上，基本上不壓制商業，但對於新興工業所實行的官督商辦制度，其消極意義大於鼓勵的意義，壟斷權利者多，而獎勵商人者少， 而且並無將既有的商業資本，擴大為工業資本的長期計劃。傳統社會在適應西方企業競爭的新情勢時，困難重重:62。士人和一般人都強烈反對洋務運動，出身較好的家庭不允許子弟接受西方語言訓練:211，社會上守舊勢力非常強大，朝廷不能漠然視之。1874年（同治十三年）時，由於機車撞倒了人，英國人修築的上海至吳淞短線鐵路被暴民扒掉了路基，兩年後，兩江總督在當地士紳的壓力下，購買了這段鐵路並將其拆毀:288。當郭嵩燾願意擔任歐洲公使時，即受到湖南同鄉士紳所帶領的群眾猛烈抨擊:211。

### 文化方面
西洋機器和企業管理，對中國傳統思維來說是陌生的:287。中國士大夫不願接受工業社會的文化與價值觀，不願意放棄儒家的道德規範:223。儒家思想有重道德而輕物質的傾向，不倡導發展工業資本，也抗拒西方的科技:63-64，因此現代化軍隊難以適應儒家秩序:240。了解西方科技的士大夫畢竟太少，而傳統文化價值之深入人心無異往昔:594，士大夫普遍懷有排外保守主義:115，大多視洋務為卑下之事，有損尊嚴。賢能正直之人通常對洋務避之唯恐不及，涉足現代化規劃的多是品格低下者，導致了腐敗和不正之風:287。既得利益階層不但維護考試制度與綠營體制，且視其為神聖不可侵犯之傳統:594。奕訢、文祥曾建議改革科舉，考試範圍包括科技，但因為倭仁等人的反對，建議沒有實行:50。清朝一些成規積習已深，無法改變，如同文館仍舊保留了滿清八旗教習:609。中國文化自成體系，向為東亞文明惟一的中心，一直居於文化輸出國的地位，養成自尊自大的優越感，受尊為「天朝」，視四鄰為文化落後之國，不易發覺自己文化體系中的缺失，而主動及謙虛地作出重大改造，亦難以承認西方文化較為優勝的事實，難以在短時間內改弦更張，以適應近代各國競爭圖存的新環境:62-63。

## 影響
大多數製造局、船政局、機器局、學堂和新派企業都開辦在條約口岸、沿海和長江沿岸的城市，在那裏較容易獲取洋人的幫助，這些實業有助於上海、南京、天津、福州、廣州和漢口等大城市的發展:288，都市的風貌因工廠的開設而改變:220。周圍農村地區的農民被吸引到這些都市中成為勞工，促使這些城市的規模膨脹，並逐漸形成新的工人階級:288。中國歷史上首次出現產業工人和資產階級，產業工人人數不斷增加，在1870年約有一萬人，到1894年增至九萬多人:245、248。新型工業和企業造就了新的職業人士，如經理、實業家、工程師:288、機械師、技工，他們組成新的社會群體，其專業技能脫離了經學壟斷、學而優則仕的傳統:481；出洋留學的人士歸國後，也成為軍隊、學堂和外交機構的領頭人，促使新的管理和實業階層的誕生:288。官督商辦下商人、士紳、官銜三者的結合，則形成新的紳商階級:469。科舉制度雖然未變，仍有小部份任官機會開放給新式的管理與技術人才:582，西學成為步入官場的別途:482。

## 後人評價
洋務運動所獲評價較低，因該運動為鎮壓太平天國而引進歐洲物質文明，企圖重建清朝的統治，對列強的侵略行徑採取妥協態度，並壓抑民間資本的成長:52。費維愷指出李鴻章等督撫的工業化政策，只是該等督撫假公濟私和增強勢力的手段。在1940年代後半期，范文瀾和胡繩都把洋務運動形容為與外國侵略者勾結、鎮壓太平天國的反動運動:712、697，將洋務派依賴外國支持和鎮壓起義，與蔣介石的政策等同起來，完全否定這場運動。范文瀾將洋務派描述為外國勢力的走狗，為鞏固其利益集團，加深了中國的殖民地化；而洋務派參與民用企業的管理，亦阻礙了中國資本主義的發展。胡繩認為洋務運動代表的是舊政治秩序的利益，而不是中國的利益；洋務派創辦軍事企業只是使外國人控制中國的軍力:187，官督商辦企業則完全在「官僚資本控制之下」，阻止民間資本自由發展:697。1949年後，范文瀾和胡繩對洋務運動的看法略有改變，承認其在促進資本主義發展中的有限作用:187。1949年至1978年間，中國大陸學術界對洋務運動基本上採取否定態度，多遵循范文瀾與胡繩的觀點:704-705。1950年代出版的書籍都認為洋務運動「反動」和賣國:188。
牟安世認為洋務運動是「一個反動的、賣國的，並以軍事為中心的運動」。姜鐸則肯定洋務運動的目標，指出清政府鼓勵商人投資的政策:705-706，「刺激和促進了中國資本主義生產方式的發生與發展」，「反映和代表了當時中國社會發展的新方向」，洋務運動也有「進步與積極的一面」。其後許多學者反駁姜鐸的觀點，堅稱洋務派是「帝國主義列強的代理人」，「對外適應帝國主義的需要，對內服務於鎮壓人民革命、維持封建統治的目的」:188-189。段本洛認為洋務運動對生產力「雖有促進一面，但主要是阻礙」:710。馮友蘭認為洋務運動表面上「把中國的近代化推進了一步，其實是延遲了中國的近代化」:435-436。在1980年代，學者對洋務運動的整體判斷意見不一，同情洋務派的，往往強調洋務運動有助資本主義產生。一般的共識是，洋務運動是中國從「封建社會走向資本主義近代化」和「從閉關自守走向改革開放」的開端:191-192。徐泰來顛覆了傳統對洋務運動的革命式解釋，指出洋務運動的目的是為了經濟利益、抵禦外侮和「制洋人」；官督商辦和官商合辦給了官僚、地主和商人提供投資近代企業的機會，有助民族資本主義的興起，起到保護民族資本的作用:190-191。夏東元亦強調洋務運動抵抗外侮的意義:4。日本學者曾批評洋務運動「反動」和賣國，溝口雄三反駁此說，認為洋務運動推動了中國的近代化與工業化:157、161。

## 延伸閱讀
- 呂實強. . 《中央研究院近代史研究所集刊》. 1991, 20: 71–89  [2025-04-28] （中文（繁體））.
- 黃愛軍; 任國平. . 《六盤水師範學院學報》. 2019, 31 (1): 63-67  [2025-04-28] （中文（简体））.
- 唐金菊. . 《佳木斯大學社會科學學報》. 2022, 40 (1): 127-129  [2025-04-28] （中文（简体））.